# Saint-Cyr-les-Champagnes
Saint-Cyr-les-Champagnes (okzitanisch: Sent Circ las Champanhas) ist eine französische Gemeinde mit 302 Einwohnern (Stand: 1. Januar 2022) im Département Dordogne in der Region Nouvelle-Aquitaine. Sie gehört zum Arrondissement Nontron und zum Kanton Isle-Loue-Auvézère. Zuständiger Gemeindeverband ist die Communauté de communes Isle-Loue-Auvézère en Périgord. Die Einwohner werden Saint-Cyriens bzw. Saint-Cyriennes genannt.

## Etymologie
Saint-Cyr-les-Champagnes ist nach dem heiligen Quiricus benannt, welcher um 304 in Tarsus den Märtyrertod fand. Der Zusatz champagnes bezeichnet eine offene Landschaft – Saint-Cyr-les-Champagnes hat nur noch sehr wenig an Waldflächen – und ist seinerseits vom Altfranzösischen champs und vom Lateinischen campus abgeleitet.

## Geographie

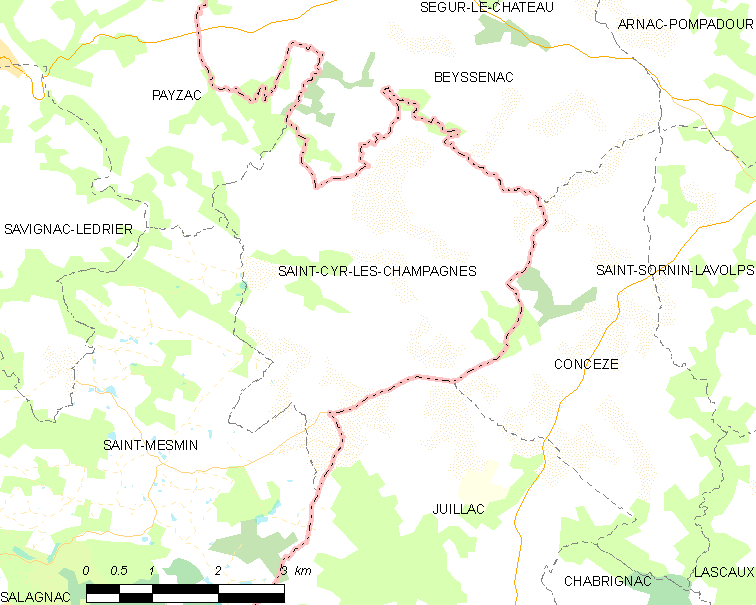
Lagekarte von Saint-Cyr-les Champagnes

Saint-Cyr-les-Champagnes ist Grenzgemeinde zum Département Corrèze und liegt etwa 50 Kilometer nordöstlich von Périgueux.
Saint-Cyr-les-Champagnes wird von folgenden Nachbargemeinden umgeben:
| Payzac       | Beyssenac (Corrèze)                         |                   |
|              | Kompassrose, die auf Nachbargemeinden zeigt | Concèze (Corrèze) |
| Saint-Mesmin |                                             | Juillac (Corrèze) |

Die Gemeinde besteht neben dem Ortskern aus folgenden Geländepunkten, Weilern, Gehöften und Mühlen:
Bois Laschamps, Chavagnac, Chignaguet, Jumeaux, La Brégère, La Champagne, La Coture, La Croix de Magnac, La Croix Latrade, La Jaladas, La Jugie, La Licoutie, La Nontronie, Labordas, Lajarseix, Latrade, Las Chaumas, Le Biche (Les Bichets), Le Bois Faurot, Le Buisson, Le Clos, Le Couriadour, Le Genet, Le Jumellou, Le Moulin de Montaleau, Le Moulin de Poncet, Le Moulin de Saint-Cyr, Le Verdier, Les Ages, Les Courses, Les Quatre Routes, Magnac, Maison Neuve, Montaleau, Pouvereau, Puy Blanc, Puy des Âges und Varagnac.
Der topographisch niedrigste Punkt der Gemeinde Saint-Cyr-les-Champagnes liegt auf 274 Meter. Der höchste Punkt nimmt 415 Meter ein und befindet sich an der Westgrenze am Puy des Âges. Die absolute Höhendifferenz beträgt 141 Meter, die durchschnittliche Meerhöhe 345 Meter. Das Rathaus kommt auf 339 Meter zu liegen.
Die Gemeinde besitzt eine Gesamtfläche von 15,81 Quadratkilometer.

### Verkehrsanbindung
Die Gemeinde Saint-Cyr-les-Champagnes liegt an keiner größeren Durchgangsstraße. Der Ortskern kann von Payzac im Nordwesten über die D 80 erreicht werden. Diese führt dann weiter nach Süden und erreicht an der Südostgrenze die D 5 E3 – eine Querverbindung von Génis und Saint-Mesmin nach Concèze und weiter nach Arnac-Pompadour. Über die nach Norden verlaufende D 6 E steht der Ortskern mit Beyssenac in Verbindung.

### Bodenbedeckung

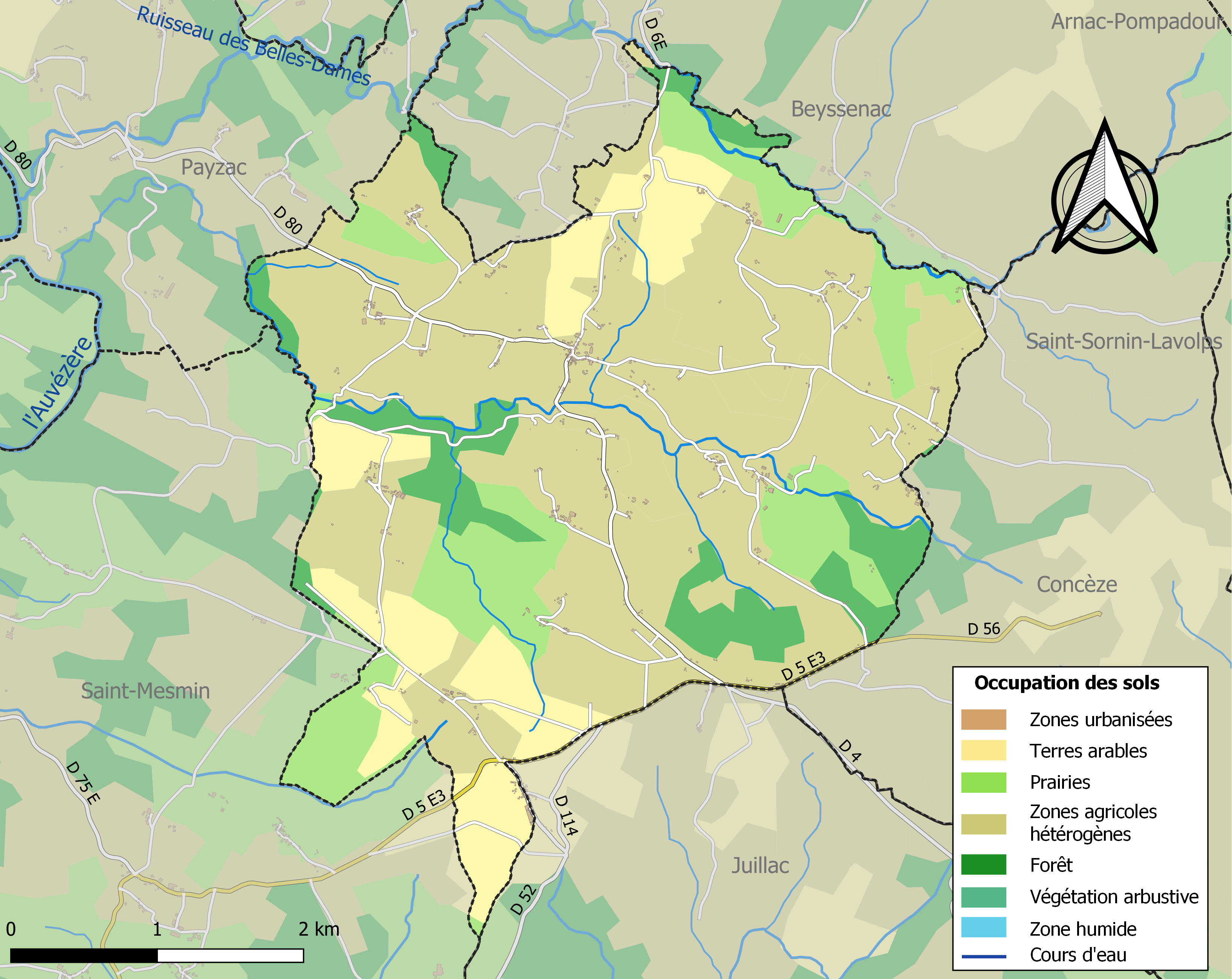
Bodenbedeckung in der Gemeinde Saint-Cyr-les-Champagnes

Die Bodenbedeckung der Gemeinde Saint-Cyr-les-Champagnes schlüsselt sich im Jahr 2018 gemäß der europäischen Datenbank CORINE Land Cover (CLC) wie folgt auf:
- heterogene landwirtschaftliche Nutzung – 62,4 %
- Wiesen – 14,6 %
- Kulturland – 13,5 %
- Wälder – 9,5 %.

Die landwirtschaftliche Nutzung steht eindeutig im Vordergrund. Der Anteil der landwirtschaftlichen Nutzflächen ist von 91,8 % im Jahr 1990 auf 90,5 % im Jahr 2018 leicht zurückgegangen.

## Klima
Das Klima in Saint-Cyr-les-Champagnes ist gemäßigt; Regen fällt übers Jahr verteilt. Die Gemeinde besitzt ein abgeschwächtes ozeanisches Klima  mit gemäßigtem Sommer (Cfb nach Köppen und Geiger), das sich durch folgende Parameter auszeichnet:
| Klimaparameter im Zeitraum 1971–2000 |
| --- |
| - Jahresmittel: 11,5 °C - Anzahl der Tage unter −5 °C: 3,6 - Anzahl der Tage oberhalb 30 °C: 5,2 - Maximum im Tages-Temperaturunterschied: 14,9 °C - Jahresniederschlag: 1090 mm - Niederschlagstage im Januar: 12,9 - Niederschlagstage im Juli: 7,8 |

Durch den Klimawandel zeichnen sich Erhöhungen im Jahresmittel ab, die sich bereits auch bemerkbar machen. So ist beispielsweise an der 31 Kilometer entfernten Wetterstation in Brive das langjährige Jahresmittel von 12,7 °C für 1971–2000 über 12,7 °C für 1981–2010 auf 13,0 °C für 1991–2020 angestiegen – ein Zuwachs um 0,3 °C innerhalb von 20 Jahren.

## Hydrographie

Hydrographische Karte von Saint-Cyr-les-Champagnes

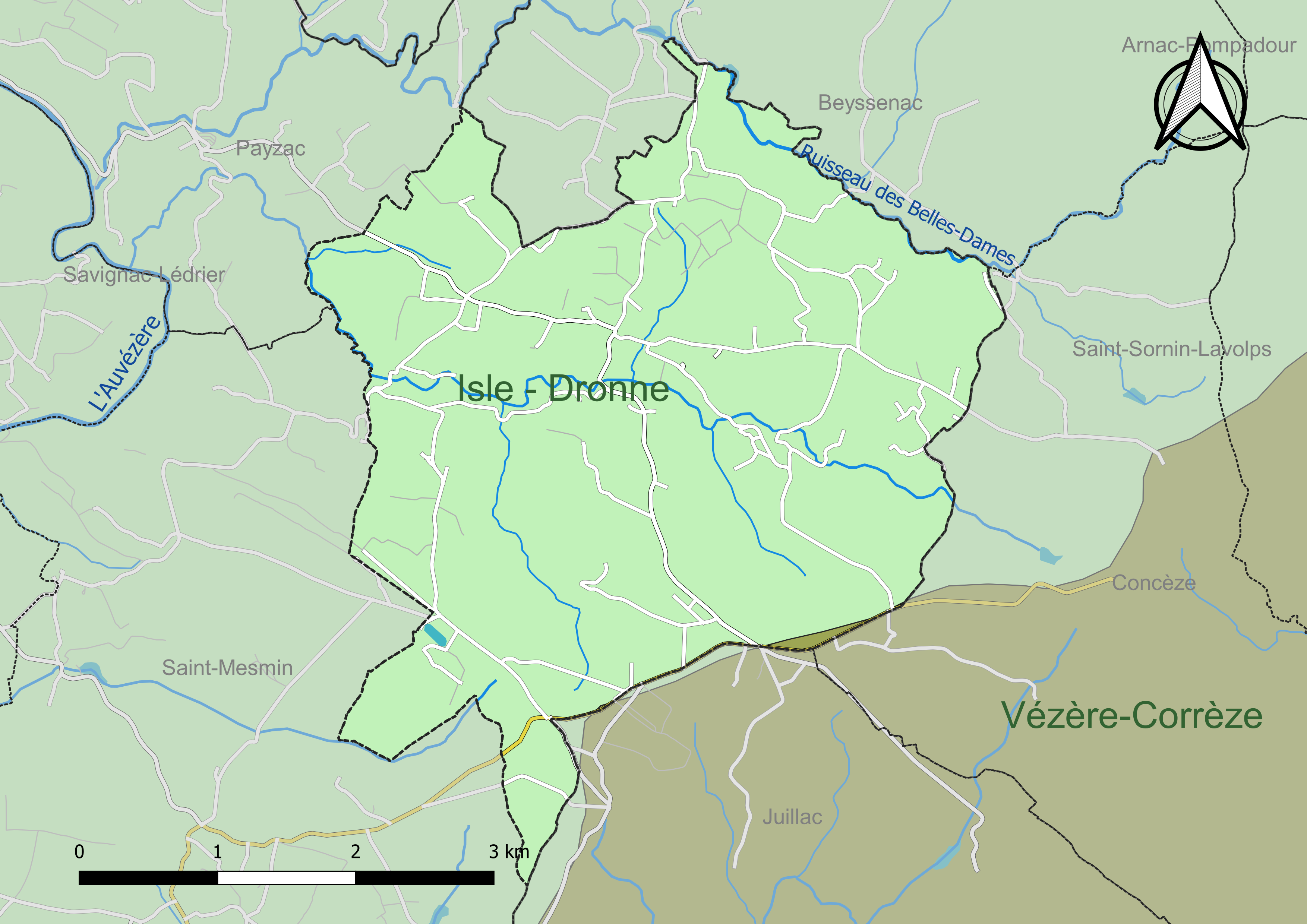
Einzugsgebiete in der Gemeinde Saint-Cyr-les-Champagnes

Der Ruisseau des Belles-Dames bildet auf 2,5 Kilometer die Nordostgrenze der Gemeinde zu Beyssenac. Er weist eine Gesamtlänge von 12,81 Kilometer auf und entspringt in der Gemeinde Beyssenac. Er drainiert nach Nordwesten und mündet als linker Nebenfluss in der Gemeinde Payzac in die Auvézère. Die Gemeinde wird in etwa mittig vom Ruisseau le Montaleau entwässert, welcher in der Gemeinde Concèze entspringt und sich dann nach Westen zur Auvézère hin dirigiert. Seine linksseitige Mündung liegt an der Grenze zwischen Payzac und Savignac-Lédrier. Er besitzt zwei rechte und zwei linke Seitenarme. Ein weiterer linker Nebenfluss der Auvézère ist der Ruisseau de Porte Étoupe, dessen Quelle sich bei Maison-Neuve im Südwesten der Gemeinde befindet. Er verläuft nur über 600 Meter im Gemeindegebiet, wovon 400 Meter die Grenze zu Saint-Mesmin darstellen.
Die Flussläufe in der Gemeinde Saint-Cyr-les-Champagnes gehören zum Flusssystem Isle-Dronne, jedoch verläuft entlang der Südostgrenze zu Concèze und Juillac bereits die Wasserscheide zum Flusssystem Vézère-Corrèze.
Das Entwässerungsnetz in der Gemeinde Saint-Cyr-les-Champagnes besitzt eine Gesamtlänge von 21 Kilometer.

## Geologie

Geologische Karte von Saint-Cyr-les-Champagnes

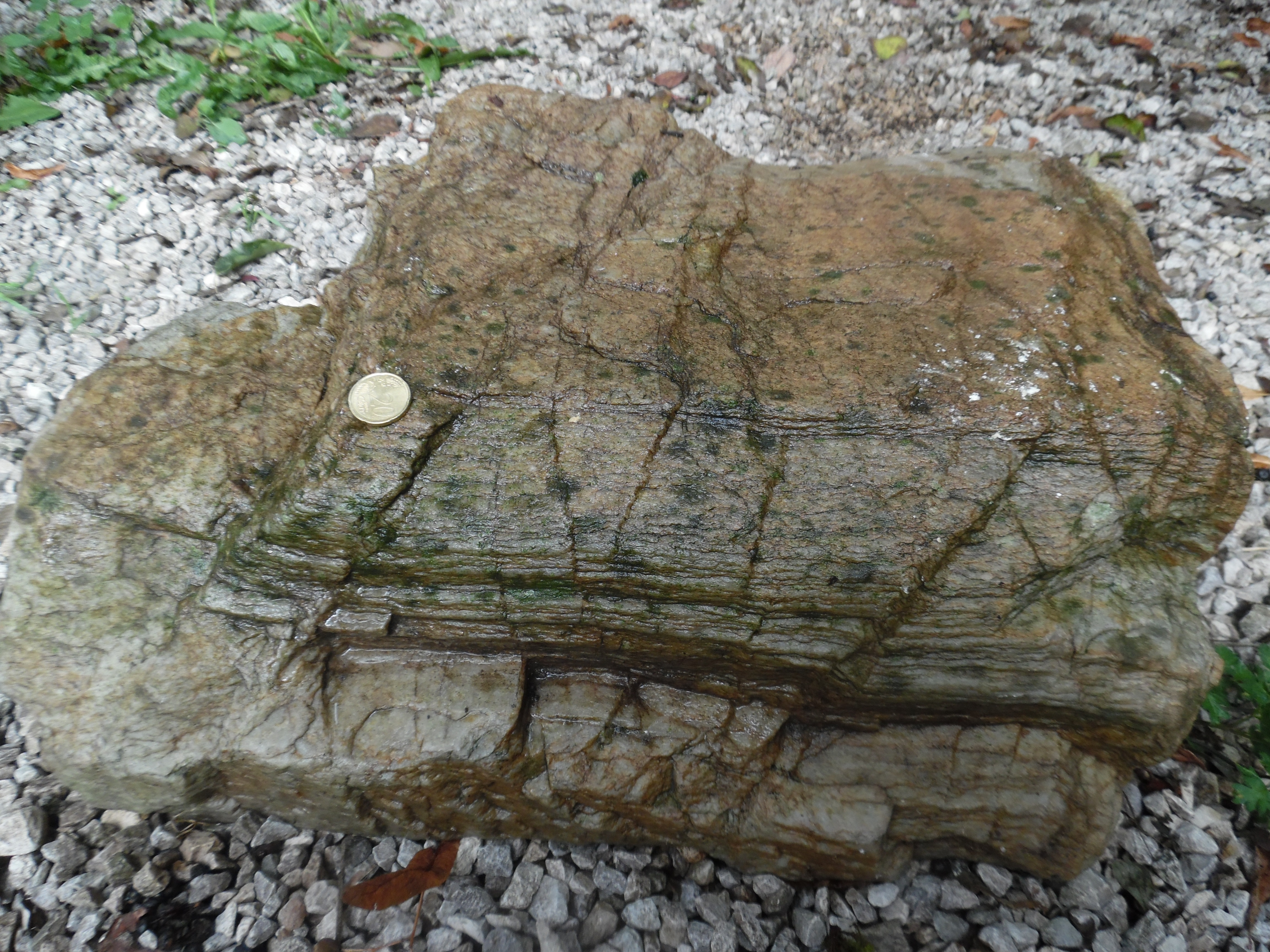
Puy-des-Âges-Quarzit

Die Gemeinde Saint-Cyr-les-Champagnes liegt vollständig auf dem metamorphen Grundgebirge des nordwestlichen Massif Central. Die Gesteine des Anstehenden gehören zur Oberen Gneisdecke am Nordostrand sowie vorwiegend zur Thiviers-Payzac-Einheit. Eine Ausnahme bildet ein kleines Vorkommen von Oberkarbon im Südzipfel.

### Obere Gneisdecke
Im Nordosten des Gemeindegebietes werden Gesteine der Oberen Gneisdecke in einem knapp 1 Kilometer breiten, Südost-streichenden Band angetroffen. In der Hauptsache sind dies plagioklashaltige Paragneise der Formation ζ1-2. Die Obere Gneisdecke schließt mit einem Zug eines eingeregelten, kataklasierten Granits (γ3-4b), der hierbei den Kontakt zur anschließenden Thiviers-Payzac-Einheit markiert. Der mittelkörnige und Myrmekit enthaltende Granit wird mit dem weiter östlich anstehenden Estivaux-Granit in Verbindung gebracht – ausgewalzt durch die in nordwestlicher Richtung erfolgende Deckenüberschiebung der Thiviers-Payzac-Einheit auf die Obere Gneisdecke.

### Thiviers-Payzac-Einheit
Die südlich anschließende Thiviers-Payzac-Einheit beginnt mit dem Payzac-Quarzit (tfρ3Χ). Die Thiviers-Payzac-Einheit überfährt die Paragneise der Oberen Gneisdecke in nordwestlicher Richtung mittels des Payzac-Quarzits, einer höher metamorphen Fazies des rhyodazitischen Thiviers-Sandsteins. Im Payzac-Quarzit ist sowohl ein epidothaltiger Amphibolitzug (δ11ep) als auch ein Graphitzug (gra) enthalten. Ein weiterer Einschluss ist ein etwa 250 Meter breiter Zug des Saut-du-Saumon-Orthogneises, der entlang des Ruisseau le Montaleau als mylonitischer, gebänderter und mit Porphyroklastenaugen versehener Orthogneis vorliegt (myζγ3).
Auf den Payzac-Quarzit entlang der Deckenfront folgt weiter südlich ein nur 200 Meter breites Band des Engastine-Mafits – Grünschiefer (S11δθ), die aus ehemaligen Doleriten und basaltischen Tuffen hervorgegangen sind. Dem Mafitband schließen sich dann die Serizitschiefer des Donzenac-Schiefers (S1-2) an, welche aus Peliten und Areniten entstanden sein dürften und auch Grauwackenlagen enthalten. Der Donzenac-Schiefer bildet eine Muldenstruktur (das Puy-des-Âges-Synklinal), in deren Südflügel steilstehend der Puy-des-Âges-Quarzit (Formation o2χ) eingefaltet ist. Der Quarzit bildet innerhalb der Thiviers-Payzac-Einheit die stratigraphisch höchstgelegene Formation aus dem Unterordovizium. Er folgt der Südostrichtung und ist nicht viel mehr als 100 Meter mächtig. An seinem Südostende tritt er versetzt nach Nordost erneut in Erscheinung. Der Donzenac-Schiefer enthält ferner fünf Graphitzüge sowie zwei kleine epidothaltige Amphibolitzüge. Weiter südwärts anschließend erscheint erneut der Engastine-Mafit. Auch er führt einen kleinen, Südost-streichenden Quarzitzug. Im äußersten Südwesten und Süden ist schließlich noch etwas Thiviers-Sandstein (tfρ3) aufgeschlossen.

### Oberkarbon
Bemerkenswert ist das Vorkommen von Oberkarbon im Südzipfel der Gemeinde an der Grenze zu Juillac. Hier liegt Stefanium (Formation h5) in einer Depression über dem Grundgebirge. Es handelt sich um Konglomerate und Tonschiefer, in die kohleführende Sande eingeschaltet sind. Das Vorkommen erbringt den Beweis, dass das Grundgebirge älter als Stefanium sein muss. Etwas weiter südlich (in Juillac) folgt dann bereits Perm des Briver Beckens.

### Lockersedimente
Der Puy-des-Âges-Quarzit innerhalb des Puy-des-Âges-Synklinals  der Thiviers-Payzac-Einheit wird beidseitig von kolluvialen Lockersedimenten begleitet (Formation CFp), die auch aus ihm hervorgegangen sind. Sie überlappen teilweise den Donzenac-Schiefer im Norden und den Engastine-Mafit und den Thiviers-Sandstein im Süden. In den Talungen des Ruisseau des Belles-Dames und des Ruisseau le Montaleau haben sich rezente alluviale Sedimente (Formation Fz) abgesetzt.

## Naturrisiken

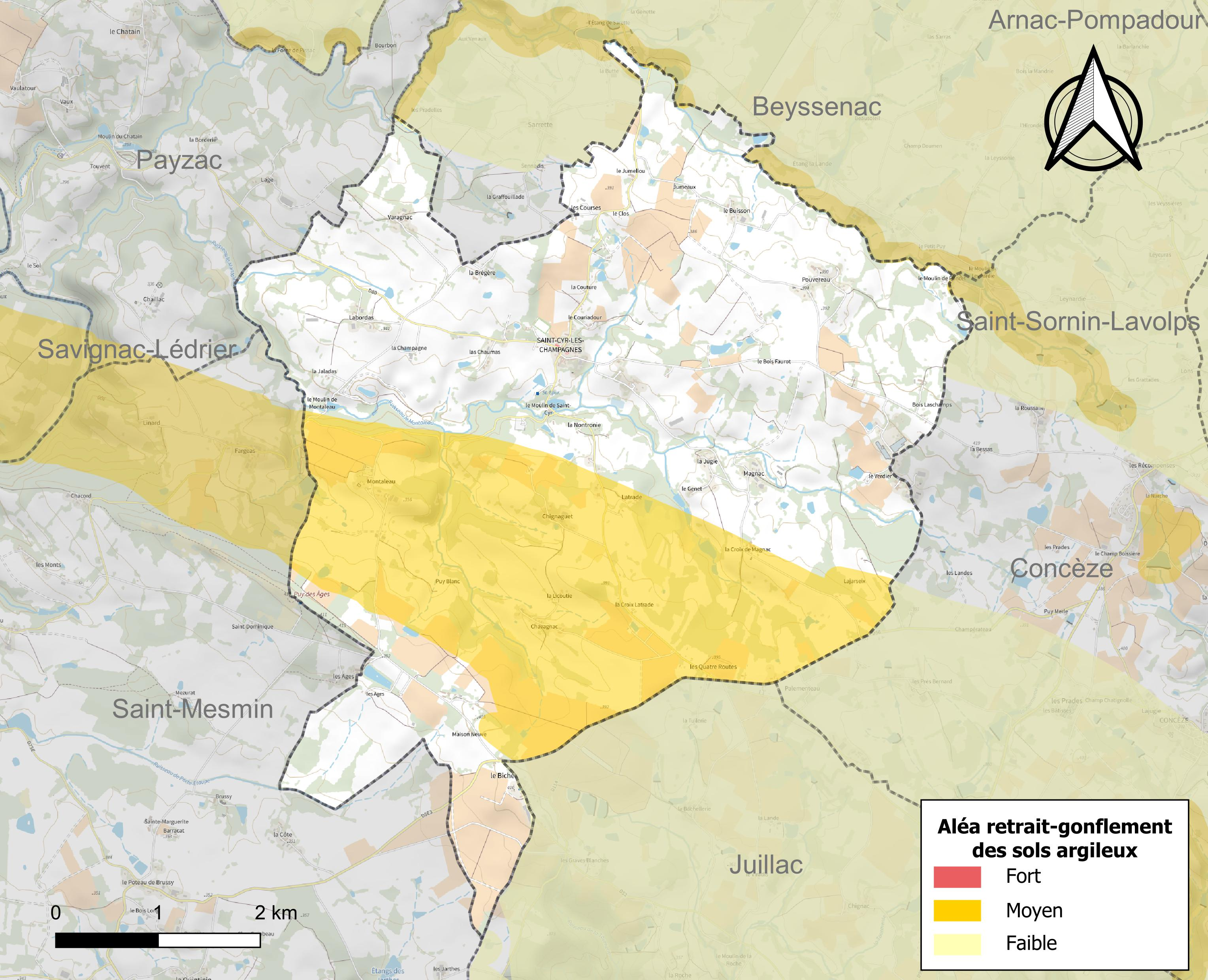
Risikokarte des Quellungs/Schrumpfungsverhältnisses von Tonmineralen in Böden für Saint-Cyr-les-Champagnes

Naturrisiken manifestieren sich in der Gemeinde Saint-Cyr-les-Champagnes als
- Überschwemmungen und den mit ihnen assoziierten Schlammströmen und Hangrutschungen in den Talungen der linken Seitenarme der Auvézère
- Dürren
- Stürme
- Bodensetzungen
- Radonemanationen.

In den Jahren 1982 und 1999 kam es aufgrund erhöhter Niederschläge zu größeren Bodenbewegungen und Rutschungen – insbesondere 1999 war schwer betroffen.
Ein herausragendes Wintersturmereignis war das Sturmtief Martin im Dezember 1999, das enorme Schäden an den Wäldern und auch an der Infrastruktur hinterließ. Die Zerstörungen in den Wäldern sind selbst im Jahr 2022 noch zu erkennen.
Wie die Risikokarte zeigt, ist Payzac von der Gefahr durch Bodensetzungen nur marginal betroffen – von mittlerer Intensität im Bereich des Donzenac-Schiefers im Süden.
Die Erdbebengefahr ist als relativ niedrig einzustufen, am Westrand des Massif Central sind recht seltene Beben der Stärke 3 auf der Richterskala bekannt.
Die relativ schwache Radongefahr (Zone 2 mit geringem Radonpotential) besteht im Inneren von Gebäuden und geschlossenen Räumen.

## Geschichte
Ältestes Bauwerk in Saint-Cyr-les-Champagnes ist die romanische Ortskirche Saint-Cyr-et-Sainte-Julitte aus dem 11. und 12. Jahrhundert. Dokumentarisch wird die Gemeinde erstmals im Jahr 1315 als Sanctus Ciricus de Campagnia erwähnt.
Im Mittelalter war die Gemeinde Bestandteil der Vizegrafschaft Limoges, die von Karl IX. im März 1561 zur Markgrafschaft erhoben wurde. Bei diesem Vorgang wird Saint-Cyr-les-Champagnes eigens urkundlich erwähnt.
Ab 1790 gehörte Saint-Cyr-les-Champagnes bis 1793 zum Département Corrèze, ehe die Gemeinde zusammen mit neun weiteren Gemeinden zum Département Dordogne kam.

## Bevölkerungsentwicklung
| Jahr | Einwohner |  |
| 1962 | 519       |  |
| 1968 | 457       |  |
| 1975 | 380       |  |
| 1982 | 339       |  |
| 1990 | 313       |  |
| 1999 | 295       |  |
| 2006 | 276       |  |
| 2011 | 282       |  |
| 2016 | 247       |  |
| 2019 | 236       |  |
| 2020 | 258       |  |

Quelle: INSEE
Die Bevölkerungszahlen von Saint-Cyr-les-Champagnes waren von 1962 bis 2019 generell rückläufig, mit einer leicht positiven Schwankung um 20111. Sie zeigen jetzt einen Anstieg.
Im Jahr 2020 betrug die Bevölkerungsdichte 16,3 Einwohner pro Quadratkilometer.
Der Bevölkerungsrückgang im 20. Jahrhundert – Saint-Cyr-les-Champagnes hatte im Jahr 1891 noch 896 Einwohner – ist im Wesentlichen auf die Mechanisierung der Landwirtschaft und die Aufgabe von bäuerlichen Kleinbetrieben zurückzuführen.

## Verwaltung
Bürgermeister in Saint-Cyr-les-Champagnes ist seit März 2008 der parteilose Rentner Alain Pierrefitte, der im Mai 2020 wiedergewählt wurde.

## Präsidentschaftswahlen 2022
| Kandidaten                       | Kandidaten            | Parteien                      | Parteien            | 1. Wahlgang | 1. Wahlgang | 2. Wahlgang | 2. Wahlgang |
| Kandidaten                       | Kandidaten            | Parteien                      | Parteien            | Stimmen     | %           | Stimmen     | %           |
| -------------------------------- | --------------------- | ----------------------------- | ------------------- | ----------- | ----------- | ----------- | ----------- |
|                                  | Emmanuel Macron       | En marche !                   | EM                  | 38          | 19,90 %     | 87          | 51,79 %     |
|                                  | Marine Le Pen         | Front national                | FN                  | 37          | 19,37 %     | 81          | 48,21 %     |
|                                  | Jean-Luc Mélenchon    | Front de gauche               | FDG                 | 23          | 12,04 %     |             |             |
|                                  | Éric Zemmour          | Reconquête                    |                     | 9           | 4,71 %      |             |             |
|                                  | Valérie Pécresse      | Les Républicains              | LR                  | 19          | 9,95 %      |             |             |
|                                  | Jean Lassalle         | Résistons !                   | R                   | 37          | 19,37 %     |             |             |
|                                  | Anne Hidalgo          | Parti socialiste              | PS                  | 8           | 4,19 %      |             |             |
|                                  | Fabien Roussel        | Parti communiste français     | PC                  | 6           | 3,14 %      |             |             |
|                                  | Nicolas Dupont-Aignan | Debout la République          | DLR                 | 5           | 2,62 %      |             |             |
|                                  | Yannick Jadot         | Europe Écologie-Les Verts     | EELV                | 6           | 3,14 %      |             |             |
|                                  | Nathalie Arthaud      | Lutte Ouvrière                | LO                  | 0           | 0,00 %      |             |             |
|                                  | Philippe Poutou       | Nouveau Parti anticapitaliste | NPA                 | 3           | 1,57 %      |             |             |
|                                  |                       |                               |                     |             |             |             |             |
| Gesamt                           | Gesamt                | Gesamt                        | Gesamt              | 191         | 100 %       | 168         | 100 %       |
|                                  |                       |                               |                     |             |             |             |             |
| Gültige Stimmen                  | Gültige Stimmen       | Gültige Stimmen               | Gültige Stimmen     | 191         | 96,46 %     | 168         | 84,00 %     |
| Ungültige Stimmen                | Ungültige Stimmen     | Ungültige Stimmen             | Ungültige Stimmen   | 7           | 3,54 %      | 32          | 16,00 %     |
| Wahlbeteiligung                  | Wahlbeteiligung       | Wahlbeteiligung               | Wahlbeteiligung     | 198         | 84,26 %     | 200         | 85,11 %     |
| Enthaltungen                     | Enthaltungen          | Enthaltungen                  | Enthaltungen        | 37          | 15,74 %     | 35          | 14,89 %     |
| Registrierte Wähler              | Registrierte Wähler   | Registrierte Wähler           | Registrierte Wähler | 235         |             | 235         |             |
|                                  |                       |                               |                     |             |             |             |             |
| Quelle: Ministère de l'Intérieur |                       |                               |                     |             |             |             |             |

Die Präsidentschaftswahlen 2022 in Saint-Cyr-les-Champagnes konnte Emmanuel Macron knapp für sich entscheiden.

## Wirtschaft

### Beschäftigung
Im Jahr 2015 betrug die erwerbsfähige Bevölkerung zwischen 15 und 64 Jahren 97 Personen bzw. 37,7 % der Gesamtbevölkerung. Im Vergleich zu 2010 hat sich die Zahl der Arbeitslosen von 5 auf 3 verringert, die Arbeitslosenquote liegt somit jetzt bei 3,2 %.

### Unternehmen
Am 31. Dezember 2015 waren 39 Unternehmen in Saint-Cyr-les-Champagnes ansässig, davon 20 in Landwirtschaft, Forsten und Fischerei, 10 im Sektor Handel, Transport oder Dienstleistungen, 5 in der Industrie, 3 im Baugewerbe und 1 im Sektor Verwaltung, Bildung, Gesundheit oder Soziales.

## Sehenswürdigkeiten
- Kirche Saint-Cyr-et-Sainte-Julitte
- Der 415 Meter hohe Puy des Âges mit seinem 30 Meter hohen Wasserturm, Grenze zu Saint-Mesmin

## Photogalerie

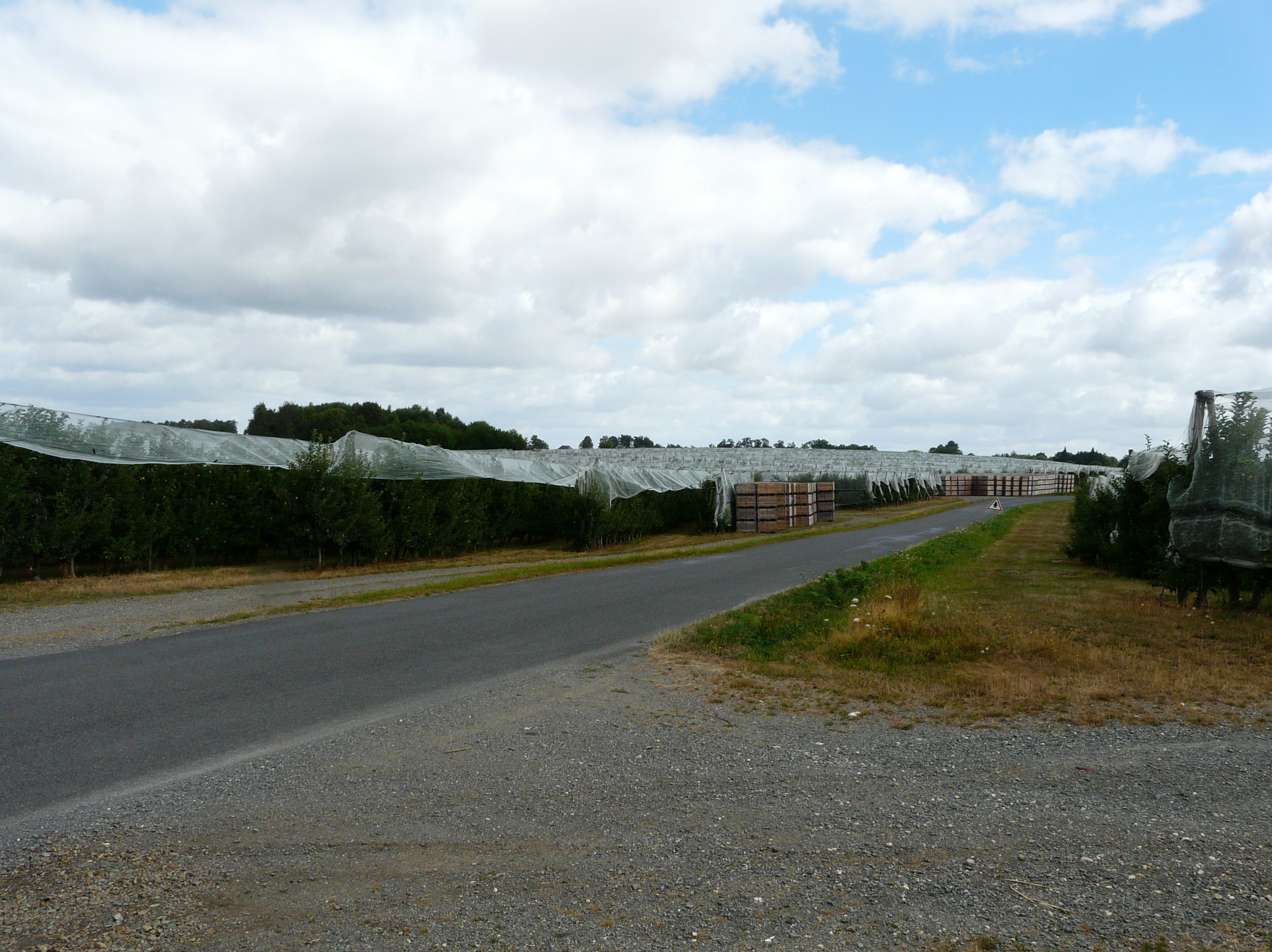
Apfelplantagen bei Les Bichets entlang der D 5 E3
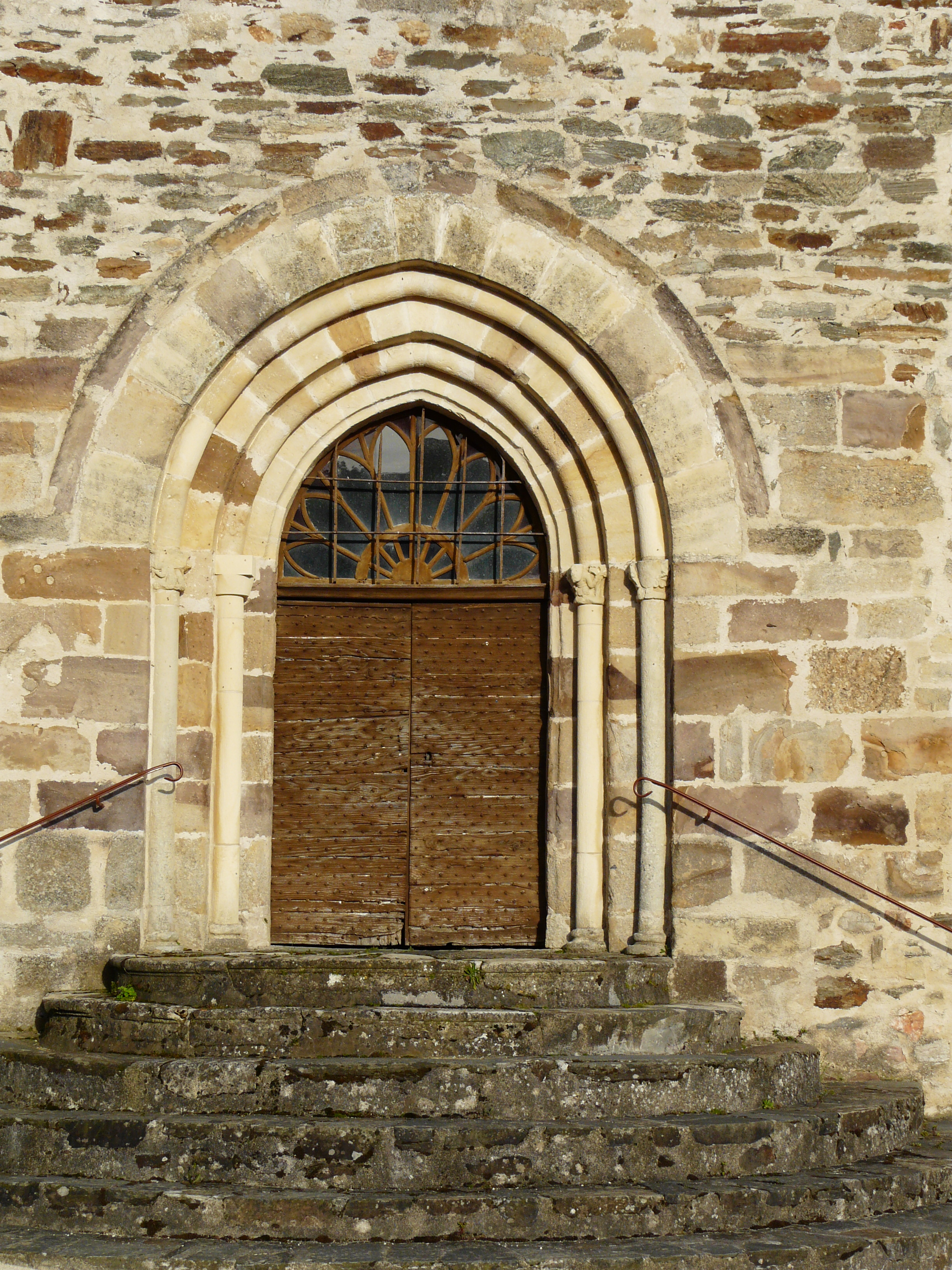
Eingangsportal der Ortskirche Saint-Cyr-et-Sainte-Julitte
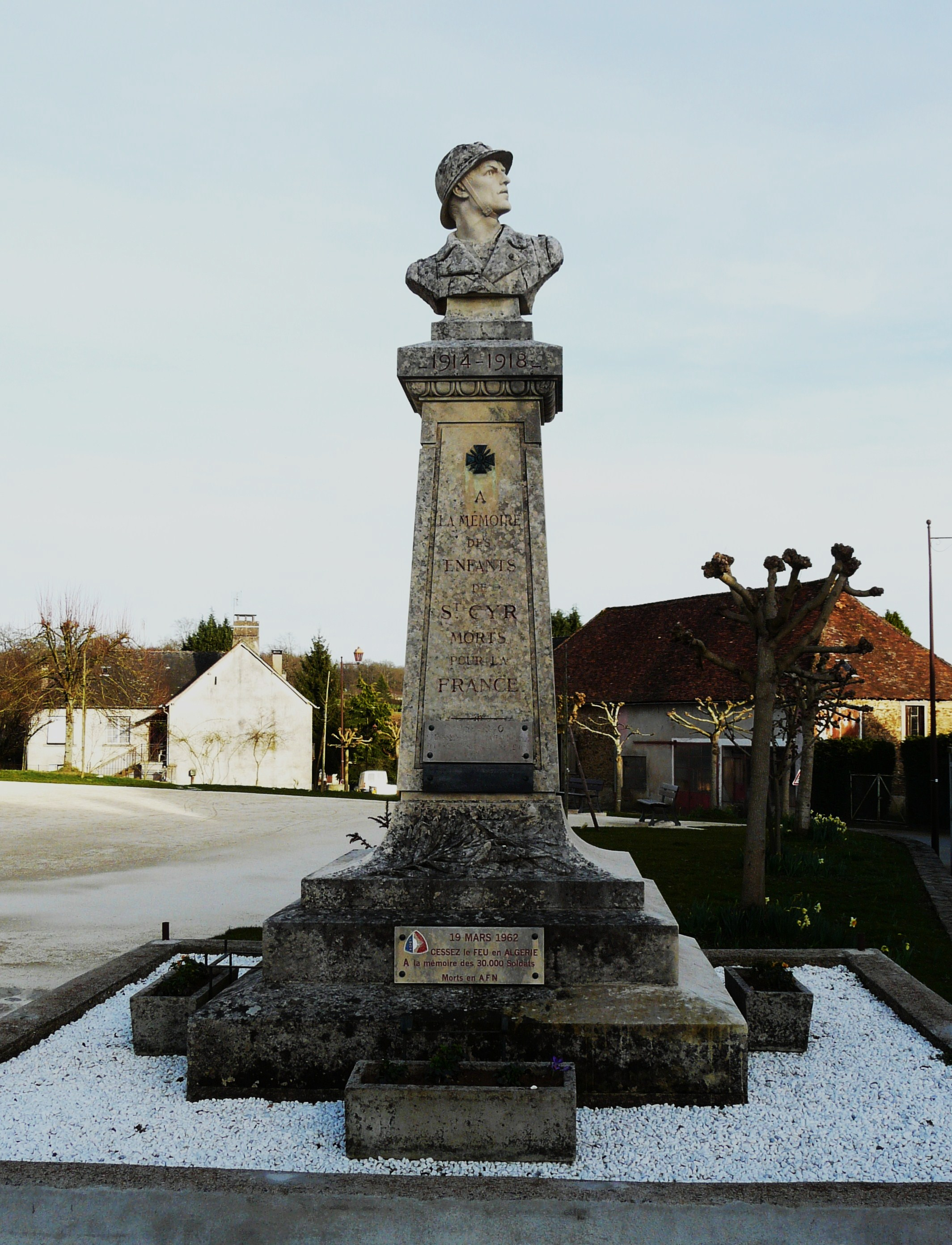
Kriegerdenkmal im Ortskern
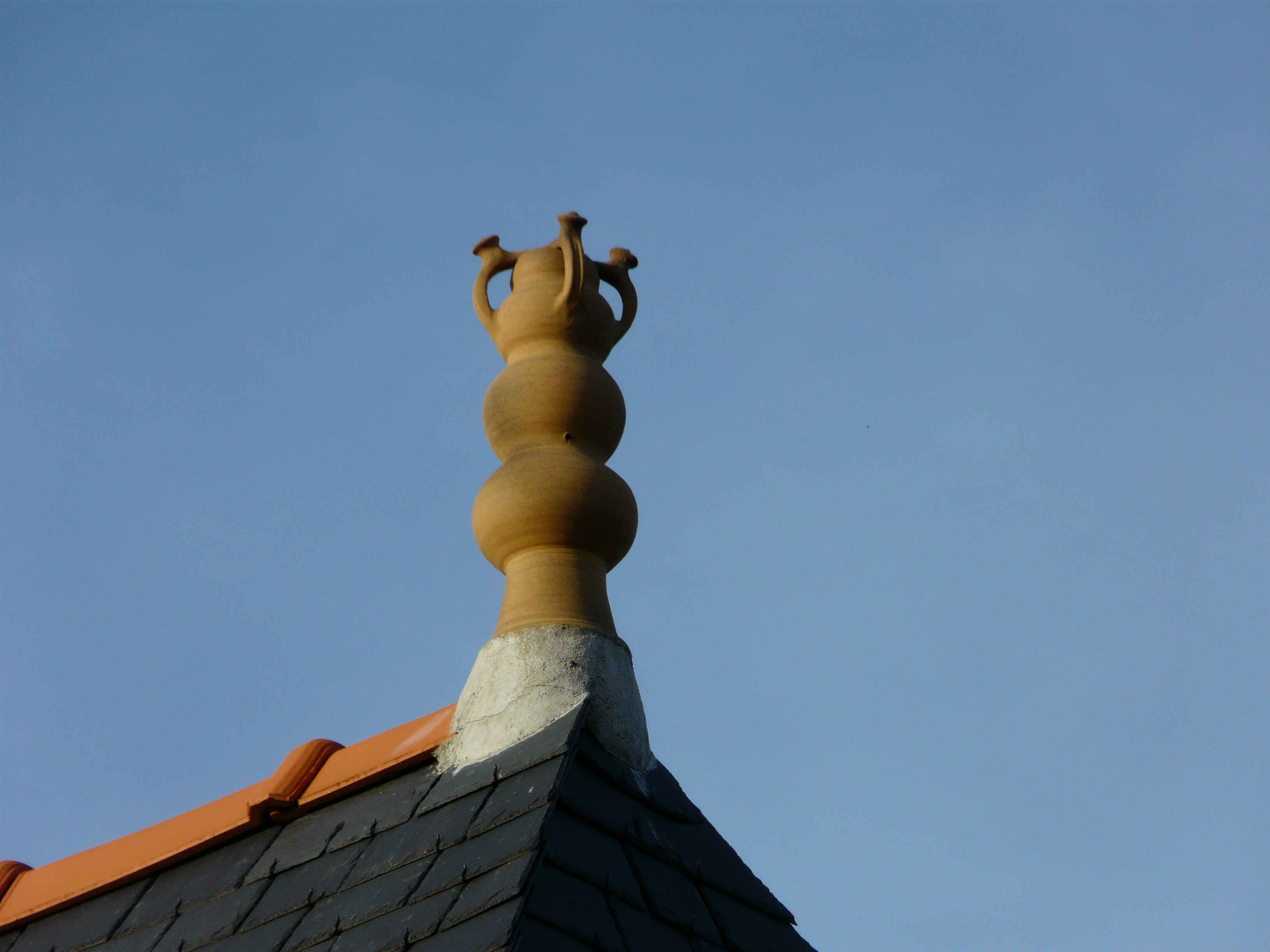
Dachschmuck in Saint-Cyr-les-Champagnes